# Villnachern
Villnachern (schweizertyska: Vilnachere) är en ort och kommun i distriktet Brugg i kantonen Aargau, Schweiz. Kommunen har 1 677 invånare (2023).